# Mansión del Marqués de Riestra
La mansión del Marqués de Riestra es un edificio ecléctico con elementos modernistas de finales del siglo XIX situado en el número 30 de la calle Michelena de la ciudad española de Pontevedra. Actualmente alberga los servicios administrativos centrales del Ayuntamiento de Pontevedra.

## Historia
La mansión fue construida por Francisco Antonio Riestra Vallaure tras la compra de varios solares a principios de la década de 1860 en la calle Michelena, donde mandó construir catorce edificios. En 1862 el ayuntamiento concedió al señor Riestra la autorización para edificar cinco casas siguiendo la línea de la muralla de la ciudad, entre las que se encontraba la del número 30. Su hijo y marqués de Riestra, José Riestra López, estableció en ella la sede de su Banco Riestra y una residencia particular. Su remodelación con la característica fachada de ladrillo rosa-naranja finalizó en 1900.
El marqués de Riestra falleció en su mansión de la calle Michelena, 30, en la madrugada del 17 de enero de 1923, tras haber salido en coche la tarde anterior para ir a A Caeira. En 1925 se añadieron galerías de madera al tercer piso del edificio. Los cuatro hijos vivos del marqués de Riestra vivieron en la mansión con sus familias, ocupando cada uno de ellos uno de los tres pisos (dos de ellos en el tercer piso). En 1931, la familia Riestra perdió el holding de su padre en favor del empresario Pedro Barrié de la Maza.
El 19 de julio de 1932, el edificio pasó a manos del Banco Pastor, albergando las oficinas de esta institución y de la compañía eléctrica Unión Fenosa, perteneciente al mismo grupo. Entre las décadas de 1970 y 1980, fue sede local de UCD, partido del Gobierno central. Posteriormente, fue sede de las delegaciones provinciales de Agricultura y Trabajo de la Junta de Galicia.
En 1988 la Junta de Galicia compró al Banco Pastor las tres plantas y el ático del edificio por 80 millones de pesetas. El 30 de enero de 1990, la Dirección General de Patrimonio de la Junta de Galicia pagó a la sociedad anónima Unión Fenosa un total de 235 millones de pesetas por la planta baja, el sótano y un pequeño jardín interior, completando así la adquisición del edificio para las nuevas oficinas de su Consejería de Economía y Hacienda.
La mansión fue objeto de una profunda reforma en la década de 1990. Fue sede de la Consejería de Economía y Hacienda de la Junta de Galicia hasta su traslado al nuevo edificio administrativo de Campolongo en 2008.
En 2010 la Junta de Galicia cedió el edificio al Ayuntamiento de Pontevedra para que albergase sus servicios centrales.
En 2022 se renovó la fachada del edificio y se suprimieron sus característicos ladrillos de color rosa anaranjado.

## Descripción
La mansión se construyó en un estilo ecléctico con elementos modernistas. Es un edificio de tres plantas con un solo cuerpo y planta cuadrada. Presenta una fachada con galerías con arcos de herradura y marcos decorativos en todas las ventanas. Las ventanas y la entrada de carruajes de la planta baja están enmarcadas por arcos de medio punto. La planta baja está rodeada por un zócalo de granito.
La fachada es bicolor, con ladrillos finos de color rosa anaranjado y tonos blancos en las galerías y molduras decorativas de las ventanas. Los ladrillos, muy de moda a finales del siglo XIX y principios del XX en las fachadas, proceden de la antigua fábrica de ladrillos de A Barca, cerca de A Caeira. También se encuentran en la fachada de la Escuela de Artes y Oficios y Escuela Normal de Pontevedra y en la plaza de toros de Pontevedra. El propio Marqués de Riestra fundó en 1895 la fábrica de cerámica de A Caeira, de donde proceden los ladrillos.
La mansión constaba originalmente de una planta baja y dos pisos superiores, a los que se añadió un tercer piso tras una ampliación. En la cornisa superior del edificio hay azulejos del siglo XIX decorados con motivos florales.
Destaca la antigua entrada de carruajes, originalmente diseñada para los mismos, y conserva una escalera de madera que data del inicio de la construcción.
El interior ha sido completamente reconstruido, con un uso funcional como oficinas. El edificio contó con el primer ascensor instalado en Galicia, que fue trasladado a La Coruña a principios del siglo XXI.

## Galería de imágenes

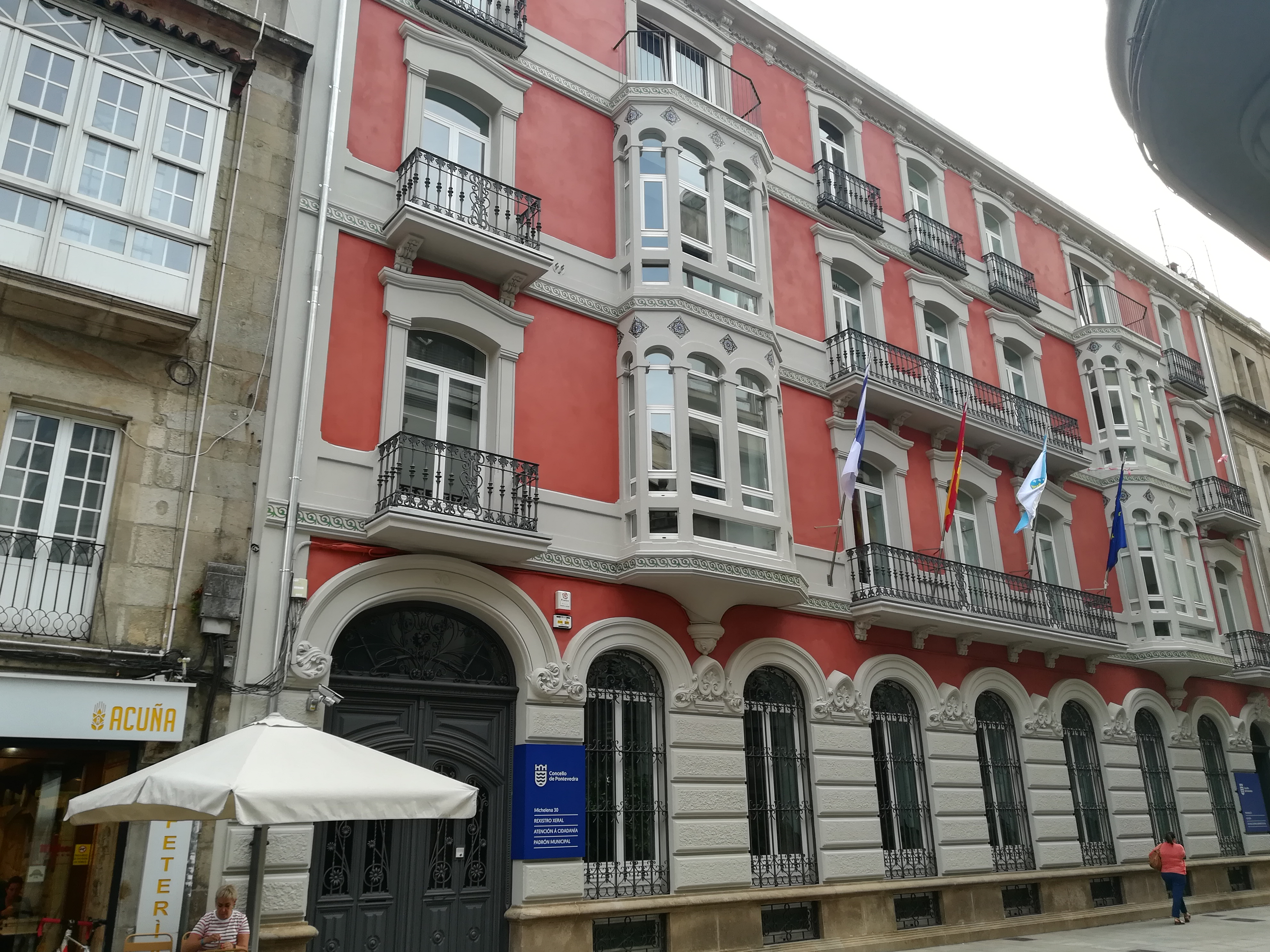
Antigua entrada de carruajes en primer plano
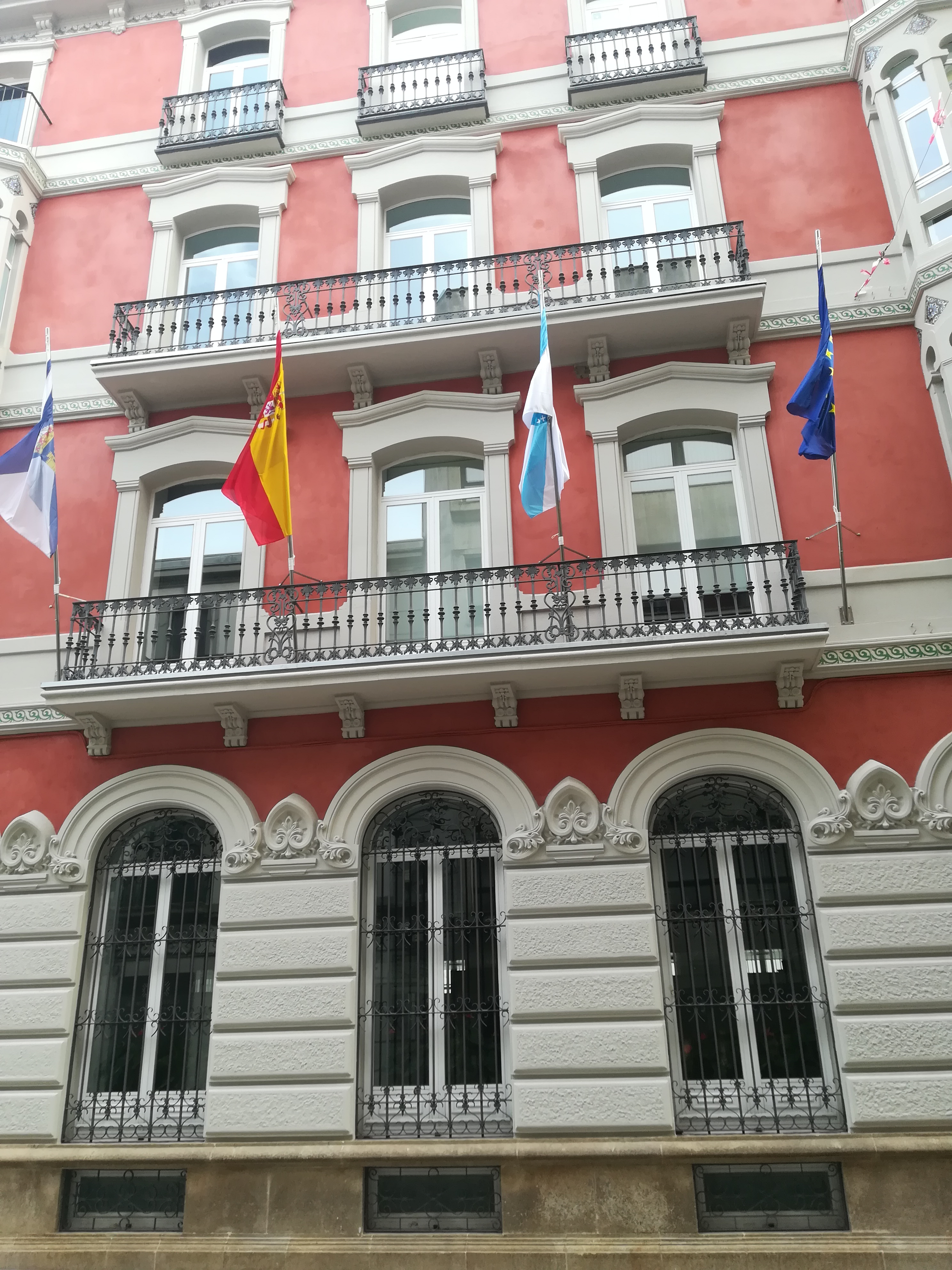
Balcones
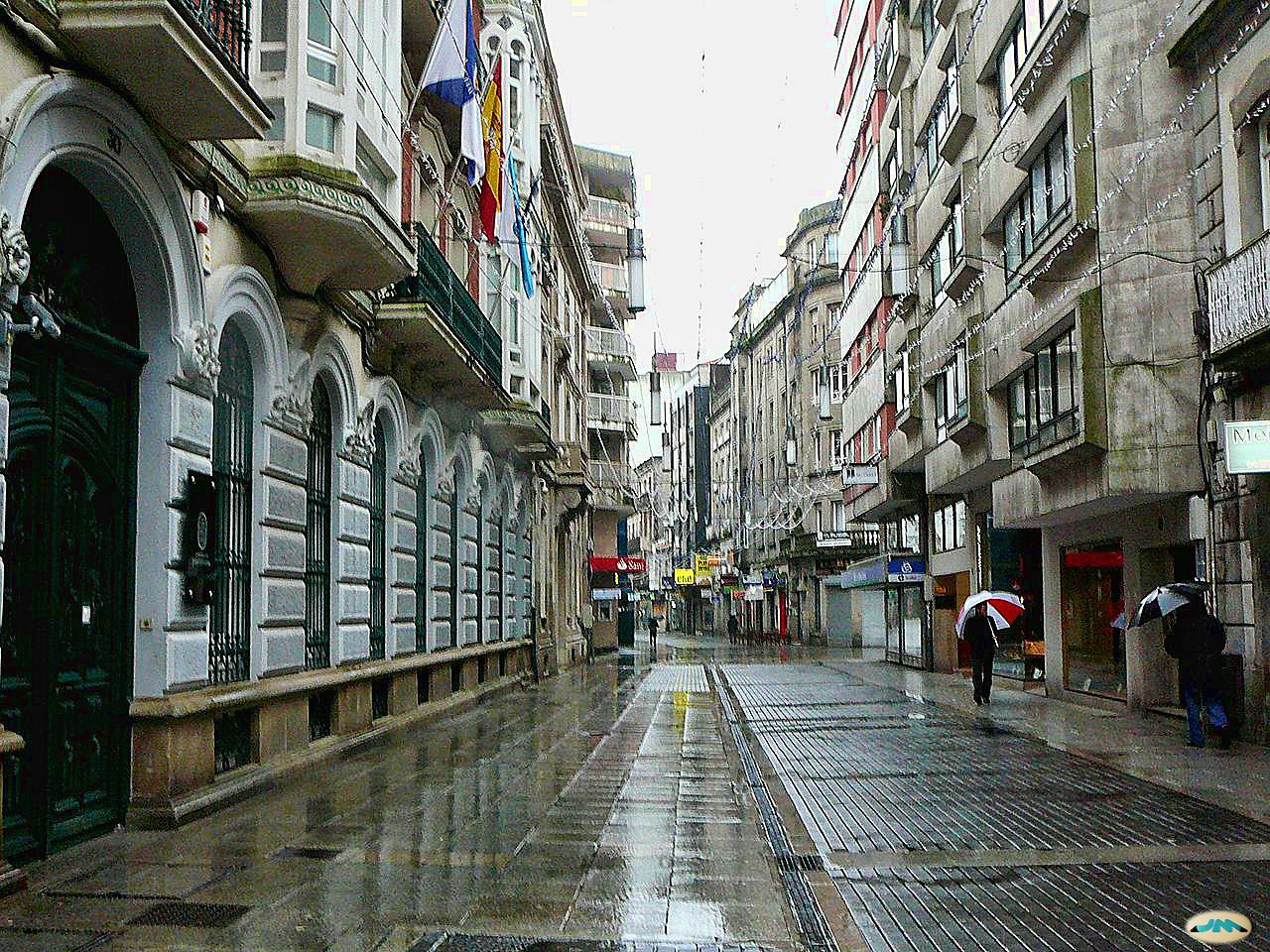
Calle Michelena
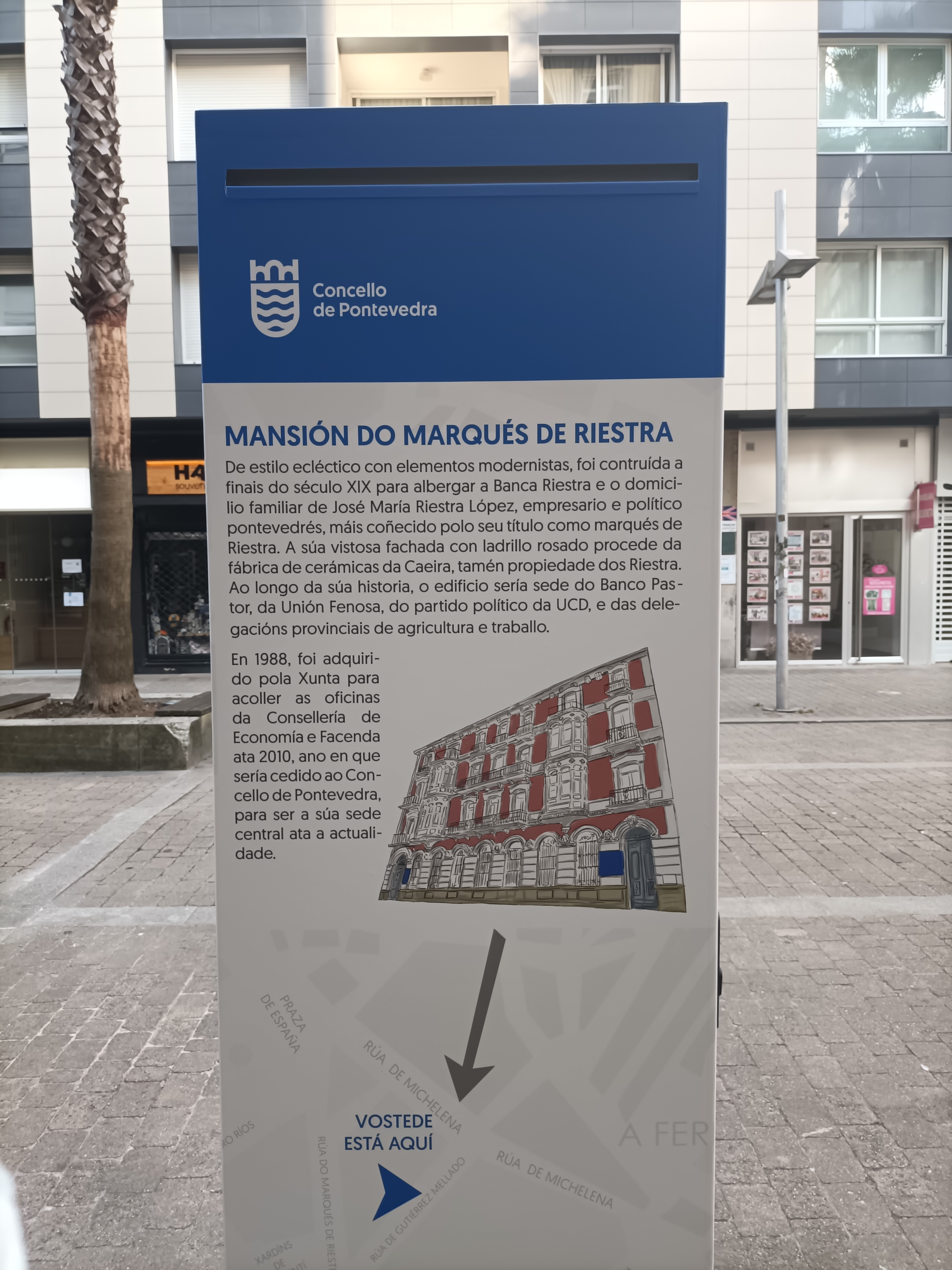
Panel informativo de la Mansión en 2024
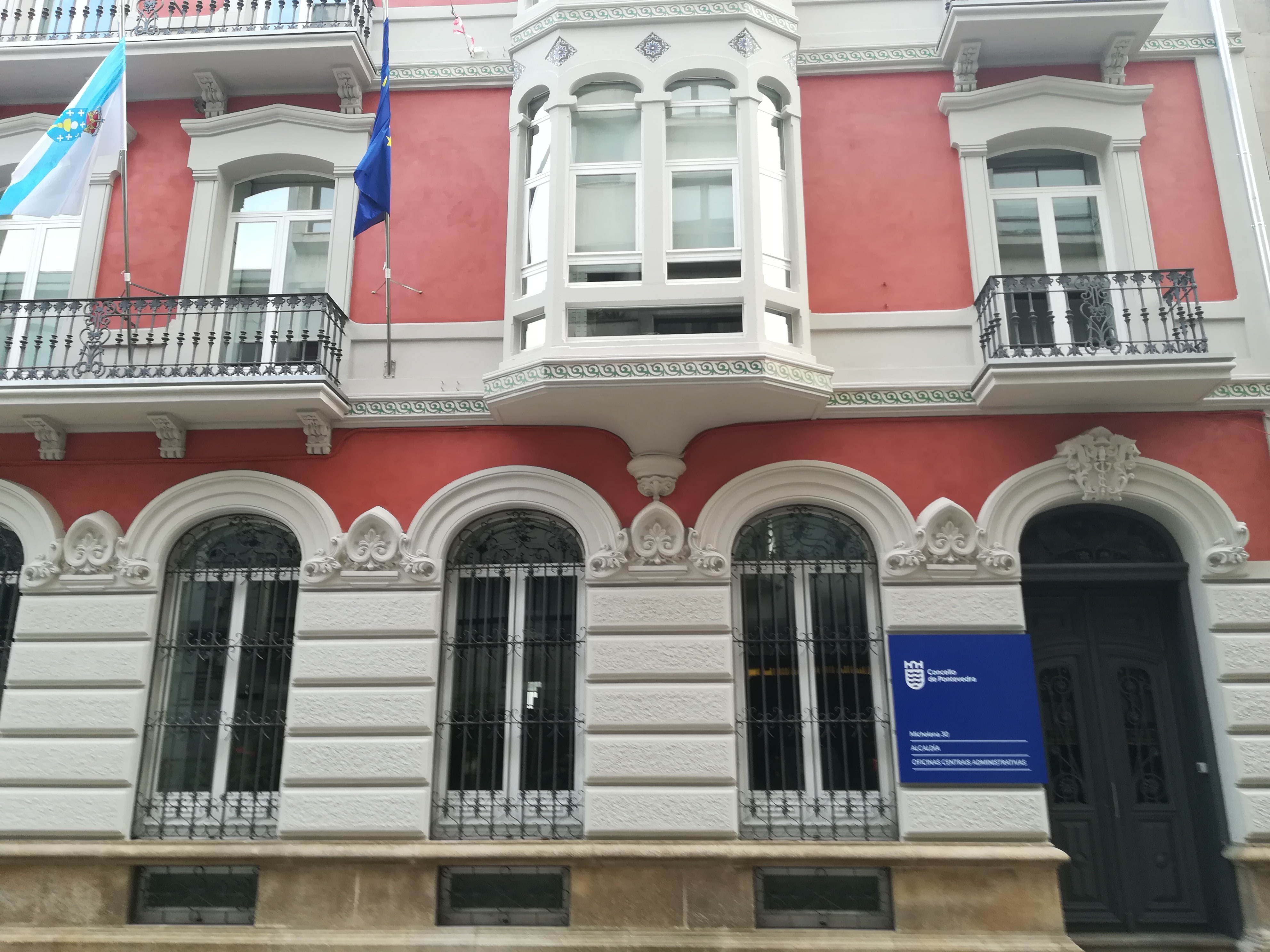
Arcos de medio punto
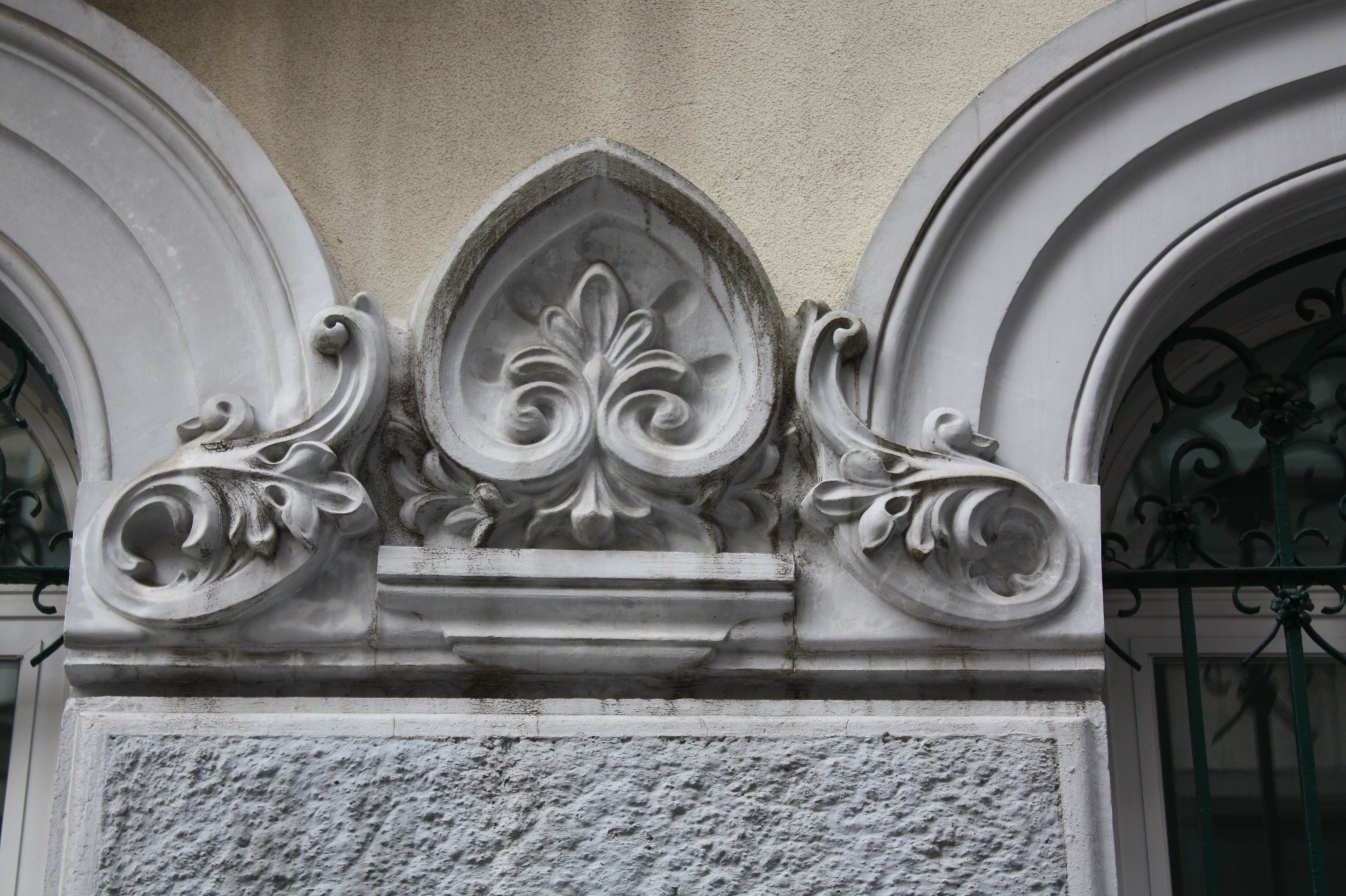
Detalle modernista
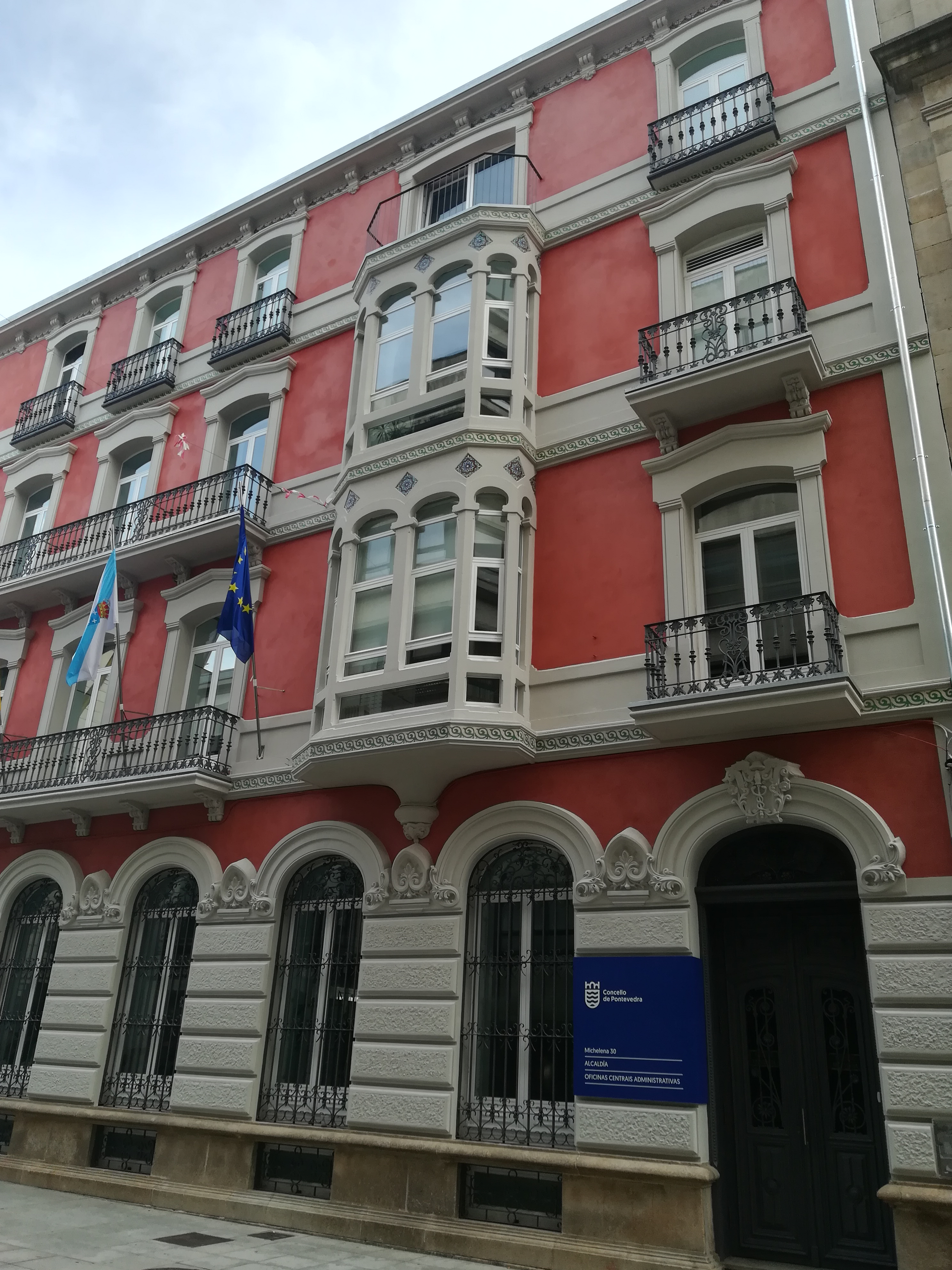
Fachada